# Jamaal Bowman
Jamaal Bowman (New York, 1º aprile 1976) è un politico statunitense, membro della Camera dei Rappresentanti per lo stato di New York dal 2021 al 2025.

## Biografia
Bowman è nato a Manhattan, New York. Ha vissuto con la nonna nelle East River Houses a East Harlem durante la settimana e con la madre e le sorelle a Yorkville, Manhattan, nei fine settimana. Sua nonna è morta quando aveva otto anni. All'età di 16 anni, si trasferì con la famiglia a Sayreville, nel New Jersey. Ha frequentato la Sayreville War Memorial High School, dove ha giocato nella squadra di football. 
Bowman ha frequentato brevemente il Potomac State Junior College prima di conseguire un Bachelor of Arts in gestione sportiva presso l'Università di New Haven nel 1999. Ha giocato a football universitario per i New Haven Chargers. Bowman successivamente ha conseguito un Master of Arts in consulenza presso il Mercy College e un Doctor of Education in leadership educativa presso il Manhattanville College.